# (200339) 2000 HX50
(200339) 2000 HX50 es un asteroide perteneciente al cinturón de asteroides descubierto el 29 de abril de 2000 por el equipo del Lincoln Near-Earth Asteroid Research desde el Laboratorio Lincoln, Socorro, Nuevo México, Estados Unidos.

## Designación y nombre
Designado provisionalmente como 2000 HX50.

## Características orbitales
2000 HX50 está situado a una distancia media del Sol de 2,289 ua, pudiendo alejarse hasta 2,783 ua y acercarse hasta 1,796 ua. Su excentricidad es 0,215 y la inclinación orbital 2,588 grados. Emplea 1265,75 días en completar una órbita alrededor del Sol.

## Características físicas
La magnitud absoluta de 2000 HX50 es 17,4. 